# Препарирование
Препари́рование — процесс изготовления препарата для научных, преимущественно анатомических и биологических, исследований, а также вскрытие материала (трупа) для изучения его структуры. Препарированием также называется отделение исследуемого органа от близлежащих тканей, выделение органа или его части от сопутствующих ему анатомических структур.
Метод позволяет при помощи простых анатомических инструментов (скальпель, пинцет, пила) исследовать строение и взаимное расположение (топографию) органов. Впервые применённый Герофилом и Эрасистратом, метод был до совершенства доведён Везалием.
Метод препарирования, рассечения применяется при изучении внешнего строения и топографии крупных образований. Объекты, видимые при увеличении до 20—30 раз, могут быть описаны после их макро- и микроскопического препарирования. Этот метод имеет ряд разновидностей: препарирование под падающей каплей, под слоем воды. Он может дополняться разрыхлением соединительной ткани различными кислотами, окраской изучаемых структур (нервов, желёз), наполнением трубчатых систем окрашенными маслами.